# Station climatique
Pour les articles homonymes, voir Station.
Une station climatique est une localité, généralement située en altitude ou en bord de mer, dotée d'un ou plusieurs établissements spécialisés dans le traitement d'affections diverses, notamment l'asthme. Ces stations exploitent deux formes de tourisme : le climatisme d'altitude et le climatisme balnéaire.

## France
Une loi du 13 avril 1910 et le décret du 26 juin 1911 fixent les conditions à remplir par les communes pour bénéficier de ce classement. Les premiers classements de communes en stations hydrominérales ou climatiques datent de 1911. Une seconde loi du 24 septembre 1919 et un décret du 4 août 1920 précisent la création des stations hydrominérales, climatiques et de tourisme.
Le classement confère à la commune un certain nombre d’avantages dont un sur-classement démographique, une majoration de l’indemnité du maire et de ses adjoints, une perception directe de la taxe sur les droits de mutation et la possibilité d’implantation d’un casino. Il peut être aussi interprété comme un indice de qualité, assurant la notoriété de la commune.
La loi n°2006-437 du 14 avril 2006 met en place de nouvelles dispositions concernant la dénomination de communes touristiques (3500 sur le territoire français) et de station classée de tourisme (525), entrées en vigueur le 3 mars 2009 (six mois après la publication du décret n°2008-884 du 2 septembre 2008). Il simplifie les procédures lentes et complexes, définit de nouvelles modalités de classement  adaptées à l’évolution de la demande touristique.

## Anciennes colonies françaises
En raison du climat chaud tropical ou équatorial éprouvant dans la plupart des colonies françaises, certaines villes bénéficiant d'un climat plus privilégié - telles que Dalaba en Guinée - ont joué le rôle de station climatique.

## Luftkurort
Luftkurort (mot allemand signifiant littéralement « lieu de cure aéré ») est un nom et un label attribué à des villes des pays germanophones - Allemagne, Autriche, et Suisse - bénéficiant d'un climat et d'une qualité de l'air considérés comme bénéfiques pour la santé et la convalescence.